# Antico Opificio Serico De Negri
Antico Opificio Serico De Negri è un'impresa italiana che opera nel settore tessile della produzione della seta e dei tessuti pregiati fondata nel 1895 a San Leucio dalla famiglia di origine genovese dei De Negri.

## Storia
L'Antico Opificio Serico venne fondato nel 1895 da Leopoldo De Negri (1820-1904), nipote di Francesco De Negri, maestro tessile genovese arrivato in Caserta presso San Leucio intorno al 1789 per lavorare alla Real Colonia della Seta di San Leucio, fondata a pochi chilometri dalla Reggia di Caserta da Ferdinando IV di Borbone re delle Due Sicilie.
A marzo 2015 l'opificio è stato chiuso a causa della vendita dei locali ad un imprenditore edile 
. A dicembre 2015 viene riaperta l'attività, in altro sito. Ora la tradizione centenaria dei De Negri continua.

## Curiosità
- Nel corso di oltre 100 anni di attività, ha avuto tra i suoi clienti il Quirinale, il Cremlino, la Casa Bianca,il Vaticano[5] e anche buckingham palace.
- L'opificio era alimentato dall'acqua che veniva portata dall'acquedotto costruito da Vanvitelli.